# Shooters (film, 2002)
Pour les articles homonymes, voir Shooter.
Pour plus de détails, voir Fiche technique et Distribution.
Shooters est un film policier américano-néerlando-britannique réalisé par Colin Teague et Glenn Durfort en 2002.

## Synopsis
À sa sortie de prison, Gil retrouve son ancien complice Jason, mais celui-ci a « investi » leur butin dans un commerce de drogue et d'armes où il joue avec plus forts que lui; un dernier échange devrait permettre d'en sortir.

## Fiche technique
- Titre : Shooters
- Réalisation : Glenn Durfort et Colin Teague
- Scénario : Louis Dempsey, Andrew Howard et Gary Young
- Musique : Kemal Ultanur
- Photographie : Tom Erisman
- Montage : Kevin Whelan
- Production : Margery Bone
- Société de production : Catapult Productions, Cool Beans et PFG Entertainment
- Pays :  Royaume-Uni,  Pays-Bas et  États-Unis
- Genre : Policier, drame et thriller
- Durée : 95 minutes
- Dates de sortie : 
  -  Royaume-Uni : 25 janvier 2002
  -  France : 23 août 2007 (DVD)

## Distribution
- Adrian Dunbar : Max Bell
- Andrew Howard : J (pour Jason)
- Louis Dempsey : Gilly
- Gerard Butler : Jackie Junior
- Jason Hughes : Charlie Franklin
- Jamie Sweeney : Skip
- Melanie Lynskey : Marie
- Emma Fielding : inspecteur Sarah Pryce
- David Kennedy : sergent Webb
- Raquel Cassidy : Tess